# Bank of Jiangsu
Bank Of Jiangsu, «Банк Цзянсу» — китайский коммерческий региональный банк. Штаб-квартира находится в Нанкине, административном центре провинции Цзянсу. В списке крупнейших публичных компаний мира Forbes Global 2000 за 2019 год занял 421-е место, в том числе 768-е по выручке, 440-е по чистой прибыли, 121-е по активам и 1060-е по рыночной капитализации; из китайских компаний в этом списке занял 58-е место.
Банк образовался в январе 2007 года в результате слияния 10 коммерческих банков провинции Цзянсу (второй по уровню экономического развития провинции в КНР). В 2016 году разместил свои акции на Шанхайской фондовой бирже. В 2017 году занял 117-е место среди крупнейших банков мира по версии журнала The Banker.
Крупнейшими акционерами банка являются администрация провинции Цзянсу (12 %), Jiangsu International Trust Corp. Ltd. (8,1 %), Huatai Securities Co., Ltd. (5,61 %).
Деятельность банка в основном сосредоточена в Цзянсу, но есть отделения ещё в 4 провинциях, в частности 15 в Пекине и 7 в Шанхае, всего сеть банка состоит из более 300 отделений. Банк обслуживает крупные и средние компании, малый бизнес и розничных клиентов, осуществляет выпуск банковских карт, значительное место в деятельности занимает обмен валют и проведение международных платежей.
|                     | 2011  | 2012  | 2013  | 2014  | 2015  | 2016  | 2017  | 2018  | 2019  | 2020  |
| ------------------- | ----- | ----- | ----- | ----- | ----- | ----- | ----- | ----- | ----- | ----- |
| Оборот              | 16,52 | 19,81 | 22,27 | 25,33 | 28,05 | 31,46 | 33,84 | 35,22 | 44,97 | 52,45 |
| Чистая прибыль      | 5,834 | 7,036 | 8,180 | 8,699 | 9,505 | 10,61 | 11,87 | 13,06 | 14,62 | 15,07 |
| Активы              | 514,1 | 650,2 | 763,2 | 1038  | 1290  | 1598  | 1771  | 1926  | 2065  | 2338  |
| Собственный капитал | 27,81 | 34,14 | 47,76 | 55,94 | 65,16 | 82,67 | 111,1 | 122,6 | 132,8 | 178,0 |